# Stanislav Donets
Stanislav Jurjevitj Donets (ryska: Станисла́в Ю́рьевич Доне́ц), född 7 juli 1983, är en rysk simmare från Dimitrovgrad. Donets var tidigare världsrekordhållare på 100 meter ryggsim (kortbana). Han hade också europarekordet på 50 meter ryggsim (kortbana) efter Europamästerskapen i kortbanesimning 2010 i Eindhoven, Nederländerna. Rekordtiden var 22,74.
Donets deltog även vid olympiska sommarspelen 2008.